# Malaui en los Juegos Olímpicos de Tokio 2020
Malaui estuvo representado en los Juegos Olímpicos de Tokio 2020 por cinco deportistas, tres mujeres y dos hombres, que compitieron en cuatro deportes.
Los portadores de la bandera en la ceremonia de apertura fueron el arquero Areneo David y la nadadora Jessica Makwenda. El equipo olímpico malauí no obtuvo ninguna medalla en estos Juegos.